# Mimořádný vlak

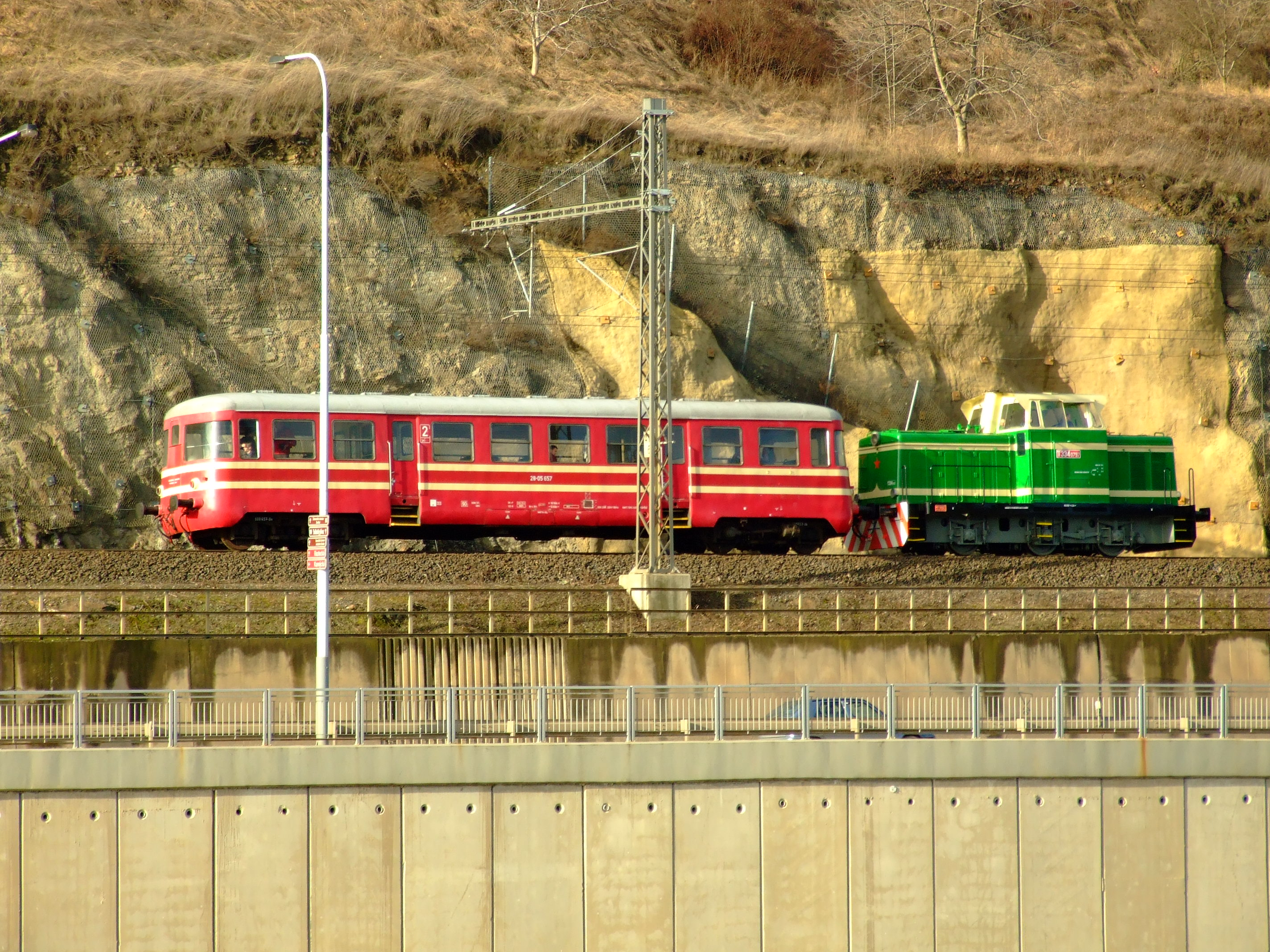
Vlak společnosti Junior market s.r.o. z Uhlířských Janovic projíždějící po trati mezi stanicemi Praha-Sedlec a Roztoky u Prahy

Mimořádný vlak byl v české železniční terminologii vlak, který není vlakem pravidelným. Novější předpisy Správy železnic od roku 2013 tento termín nahradily termínem „vlak jedoucí v mimořádné trase (ad hoc)“ s užším významem a některé z druhů vlaků, které dosud byly považovány za mimořádné, byly přeřazeny do skupiny „vlaků jedoucích v pravidelných trasách“, avšak nejsou vlaky pravidelnými.

## Tratě Správy železnic
Tehdejší Správa železniční dopravní cesty podle svého předpisu D2, recipovaného od Českých drah, za pravidelné vlaky považovala vlaky jedoucí podle grafikonu vlakové dopravy alespoň jednou týdně v určený den včetně vlaků jedoucích jen v určitém období, kromě vlaků rušících. Pravidelné vlaky jsou zavedeny a ohlášeny vydáním nového grafikonu vlakové dopravy pro celou dobu jeho platnosti. Mimořádný vlak byl vlak, který nesplňoval podmínku pravidelného vlaku a jehož jízda se musela zavést a ohlásit dříve, než se uskuteční. 
České dráhy a tehdejší Správa železniční dopravní cesty rozlišovaly tyto druhy mimořádných vlaků:
- vlak v obecném zájmu je vlak, jehož jízda je nařízena podle zvláštního nařízení, například vládní vlak. Zatímco ostatní druhy mimořádných vlaků mají zpravidla nižší prioritu než pravidelné vlaky, vlak v obecném zájmu má vyšší prioritu.
- vlak podle potřeby je vlak s jízdním řádem obsaženým v grafikonu vlakové dopravy, jezdící jen případ od případu. V sešitových jízdních řádech se označuje zkratkou „pp“ uvedenou za číslem vlaku, která však není součástí označení vlaku.
- rušící vlak je vlak s jízdním řádem obsaženým v grafikonu vlakové dopravy, jehož jízda vylučuje nebo narušuje pravidelnou jízdu jiného vlaku. V sešitových jízdních řádech se před druhovou zkratkou označují slovem „rušící“, které není sice součástí označení, ale při zavádění a ohlašování vlaků a v dopravním deníku se musí vždy uvádět.
- zvláštní vlak je vlak, jehož jízdní řád není obsažen v grafikonu vlakové dopravy. Jeho účelem je uspokojení požadavků na přepravu, která nebyla zpravidla známa při tvorbě grafikonu vlakové dopravy.
- násled je vlak, který se řídí jízdním řádem určeného (kmenového) vlaku (a jede za ním jako následující vlak).

Dělení vlaků podle pravidelnosti je nezávislé na dělení vlaků podle určení a na kategoriích vlaků. Může tak jít o vlaky nákladní, osobní, soupravové, služební i lokomotivní všech kategorií.
Nové předpisy Správy železnic pro pravidelný ani mimořádný spoj již nepoužívají termín „vlak“, ale „trasa (vlaku)“, a rozlišují vlaky jedoucí v pravidelných trasách a vlaky jedoucí v mimořádných trasách (ad hoc). Mezi vlaky jedoucí v pravidelných trasách patří kromě pravidelných vlaků též rušící vlaky a vlaky podle potřeby. K mimořádným trasám patří:
- nabídkové (též katalogové) trasy. Jsou to trasy s jízdním řádem obsaženým v grafikonu vlakové dopravy, které ale nemají přidělenu kapacitu dráhy (čímž se liší od pravidelných vlaků podle potřeby). Slouží provozovateli dráhy jako předem připravené trasy pro uspokojování žádostí dopravců o jízdu ad hoc vlaků. Kapacita dráhy se pro jejich jízdu přiděluje případ od případu (ad hoc). Trasa pravidelného vlaku, který nejezdí denně, je ve dnech, kdy podle grafikonu vlakové dopravy nejede, nebo kdy byla trasa dopravcem odřeknuta, považována za trasu nabídkovou bez přidělené kapacity dráhy příslušnému dopravci.
- následy: trasy, které nemají přidělenu kapacitu dráhy a slouží provozovateli dráhy pro uspokojování žádostí dopravců o jízdu ad hoc vlaků a řídí se jízdním řádem určené (kmenové) trasy a konkrétní časovou polohou, vytvořenou v procesu posouzení a přidělení kapacity dráhy případ od případu (ad hoc);
- trasy zvláštních vlaků, které se člení do dvou skupin
  - trasy, jejichž jízdní řád není obsažen v grafikonu vlakové dopravy. Zpracovávají se v případě, že požadavek dopravce o jízdu ad hoc vlaku nelze uspokojit nabídkovou trasou ani následem. Kapacita dráhy se pro jejich jízdu přiděluje případ od případu (ad hoc). Za trasu zvláštního vlaku se považuje i změna trasy s již dříve přidělenou kapacitou dráhy z důvodu odklonu;
  - trasy vlaků, u kterých sice byla známa žádost dopravce při tvorbě grafikonu vlakové dopravy, ale jde o vlaky s minimální četnosti jízdy. V tomto případě mají tyto vlaky přidělenou kapacitu dráhy konkrétnímu dopravci a jejich jízdní řád je zařazen do sešitu jízdních řádů zvláštních vlaků.

## Pražské metro
Pražské metro je od roku 1995 železniční drahou speciální. Druhy vlaků upravuje část VII. Dopravního předpisu pro metro, D 2/1. Vlaky metra se podle určení dělí na osobní, služební a zkušební. Osobní vlaky se dělí na pravidelné a mimořádné.

## Tramvaje
Například Dopravní podnik hl. m. Prahy a.s. rozlišuje ve svém dopravním a návěstním předpisu pro tramvaje vlaky  určené  k  pravidelné  přepravě  cestujících  po  trasách  uvedených  ve vlakovém jízdním řádu nebo daných služebním příkazem, vlaky zvláštní pro objednané a smluvní jízdy, vlaky služební (pro přepravu pracovníků, materiálu, pro údržbové práce a manipulační jízdy) a vlaky cvičné. Služební vlaky jedoucí podle služebního jízdního řádu jsou tak ve stejné kategorii jako služební vlaky neurčené jízdním řádem. Pojmu „mimořádné vlaky“ tak zhruba odpovídá termín „vlaky neurčené k pravidelné přepravě cestujících“. Provoz takových vlaků musí být organizován tak, aby nebyl narušován provoz vlaků určených k pravidelné přepravě cestujících, a ke každé jízdě takového vlaku musí být dán předem souhlas provozního dispečinku. Při nahlašování jízd zvláštních, služebních a cvičných vlaků musí být provoznímu dispečinku oznámeny trasa a důvod jízdy, základní časové údaje (pravděpodobný čas výjezdu a zatažení), evidenční čísla všech vozů a sestava vlaku. Provozní dispečink na základě těchto údajů může rozhodnout o dalších opatřeních k zabezpečení jízdy, a jízdy, ke kterým dal souhlas, eviduje.